# Movimiento Libertario 7 de Julio
El Movimiento Libertario 7 de Julio fue una organización anarcosindicalista formada en Chile en 1957. Se fundó en honor de la huelga general efectuada en 1955, siendo su principal precursor Ernesto Miranda Rivas. Agrupa a parte de los anarquistas y sindicalistas dispersos tras su salida de la Central Única de Trabajadores (CUT). 

## Perspectiva teórica

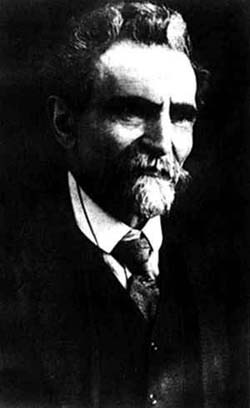
El pensamiento de Errico Malatesta tuvo una importante influencia en el ML 7 de julio.

El Movimiento libertario 7 de julio tuvo una fuerte raigambre de trabajadores y características de las viejas dinámicas anarcosindicalistas. Pero, a la vez, se trata de un movimiento político radical que posee una perspectiva de cambio más amplia que la del mundo laboral. Esta agrupación, influenciada por las ideas de Errico Malatesta, logra tener representantes en Osorno, Temuco, Concepción, Linares y Talca.
El ML 7 de Julio, ve en el ámbito económico el motor del cambio político. Considera que la administración pública, llevada a cabo por los partidos políticos, debe ser sustituida por organizaciones sindicales y comunales de trabajadores. Las propuestas para llevar a cabo ese cambio estructural son la abolición del latifundio, abolición de los monopolios y expropiación de empresas y fuentes de riqueza nacionales, entre muchas otras medidas, destacando el énfasis en la educación del pueblo. Su proyecto político es concebido como un programa de reconstrucción política y económica. Los mecanismos de presión o de acción que sustentan –pese a que no lo expresan literalmente–, no descartan la violencia en la medida que sea necesaria, desarrollada ésta por medio de la huelga, el boicot, sabotaje o la desobediencia civil, constante que se desarrolla a lo largo de toda la década del sesenta.
Esa agrupación, como mencionamos antes, mantiene muchas premisas existentes en el sindicalismo. Para ingresar al movimiento, por ejemplo, simplemente era necesario asistir a las reuniones, integrar comisiones y no pertenecer a partidos políticos. Donde se marca la diferencia es en el requisito de asistir a los cursos de estudios; es decir, existe una voluntad de formación política definida dentro de una concepción libertaria, la que se lleva a cabo en la práctica, donde los derechos de los integrantes son absolutos dentro de una dinámica horizontalista, inclusive al defender los puntos de vista particulares, debatiendo, discutiendo, siempre en un tono fraternal y de compañerismo; vale decir, no hay una adhesión rigurosamente anarquista, pero la concepción libertaria que se maneja, no se comprende sin la ideología ácrata.

## Historia

### Orígenes
Durante la década de 1950 se produce en Chile una nueva dinámica, influenciada por los hechos de la Revolución cubana. Las pequeñas organizaciones revolucionarias iniciaron un proceso de unificación política. De este proceso, que resultó lento y complejo, surgió el Movimiento libertario 7 de julio, donde se afiliaron los anarcosindicalistas, dirigidos principalmente por Ernesto Miranda.

### Desarrollo
Los anarquistas, que en ese periodo se encuentran en su mayoría en el Movimiento 7 de Julio, optan por la vía insurreccional. Sin embargo, no existe un referente amplio y aglutinador de los sectores radicales de izquierda. Según los testimonios recogidos y algunas fuentes que mencionan de manera vaga ese acontecimiento, sabemos que durante 1960 Clotario Blest realiza una visita a Cuba para entrevistarse con el Che Guevara. Es durante esa reunión cuando le surge el germen de la vía armada como único medio de transformación social. A su regreso a Chile, Blest forma el Movimiento 3 de noviembre (M3N), que tiene como finalidad impulsar la revolución. Para ello comienza a reunir a los sectores de la izquierda revolucionaria para generar un frente común contrario a la vía electoral. 
De esa manera y en parte por impulso del ML 7 de julio se crea en 1961 el Movimiento de Fuerzas Revolucionarias (MFR), que agrupa en su seno a anarquistas, trotskistas, maoístas, socialistas y comunistas no-alineados, dando inicio a la vía insurreccional con importante presencia en el mundo sindical. El 15 de agosto de 1965 confluyen el MFR, el Partido Socialista Popular (PSP), la Vanguardia Revolucionaria Marxista (VRM) entre otros sectores, para crear un referente amplio denominado Movimiento de Izquierda Revolucionaria (MIR). Sin embargo, los anarquistas se mantienen al margen de esa organización debido a diferencias políticas.

### Disolución
Hacia 1967 esta organización pierde impulso hasta diluirse. En 1972 y en el marco del ascenso de masas en chile durante la Unidad Popular, se crea el Movimiento Sindical Libertario (MSL). Este grupo inscribió una lista en las elecciones generales de la CUT, con Ernesto Miranda propuesto como candidato a presidente. Sin embargo, el resultado fue marginal y el grupo obtuvo solo el 0,35% de los votos.

## Legado
La militancia anarquista durante la dictadura militar de Pinochet no tiene carácter orgánico. Sin embargo, en 1980 algunos viejos militantes del ML 7 de Julio crean el Centro de Estudios Hombre y Sociedad. En la década del '90, la tradición organicista del Movimiento Libertario 7 de Julio es recuperada por el Congreso de Unificación Anarco Comunista (CUAC) que dio lugar a la Organización Comunista Libertaria y que, posteriormente, se conformó en el año 2015 en Izquierda Libertaria, como fusión de la Organización Comunista Libertaria, el Frente de Estudiantes Libertarios, las Unidades Muralistas Luchador Ernesto Miranda (Umlem) y otros colectivos. 